# Philippe de Courcillon

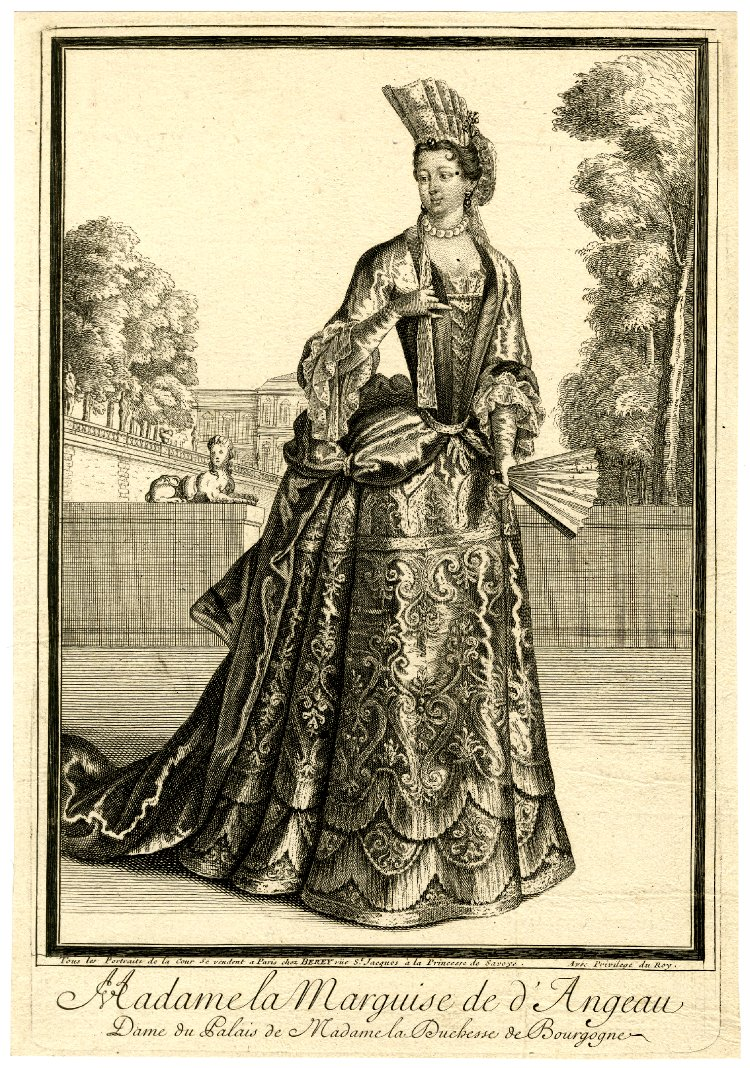
Su segunda mujer, Sophia María Wilhelmina de Löwenstein-Wertheim-Rochefort. (Grabado circa 1697).

Philippe de Courcillon, marqués de Dangeau (conocido en ocasiones como Dangeau), (Dangeau, 21 de septiembre de 1638-París, 9 de septiembre de 1720) fue un diplomático y memorialista francés especialmente conocido por sus memorias sobre la etapa final del reinado de Luis XIV de Francia.

## Primeros años de vida
Nació en el seno de una familia del Maine de rancia nobleza, era hijo de Luis de Courcillon, señor de Dangeau, y de Carlota des Noues, y fue bisnieto de Philippe Duplessis-Mornay. Aunque fue educado como calvinista, muy pronto se convirtió al catolicismo.
En su juventud pasó a vivir en la corte de Luis XIV, donde su habilidad en el juego de cartas le atrajo el favor regio. Desde 1657 siguió la carrera militar participando primero en la campaña de Flandes. Después pasaría a combatir en el ejército español en la Guerra de Sucesión portuguesa. En este conflicto se distinguió particularmente en la batalla de Jurumeña (1663). 
Tras esta batalla volvió a Francia, donde fue destinado al regimiento de infantería para la juventud noble, creado por Luis XIV el 2 de enero de 1663, como teniente coronel. Dos años después fue nombrado coronel del regimiento del rey. En este empleo participó en la toma de la ciudad de Lille (parte de la Guerra de Devolución).  
A su regreso de la Guerra de Sucesión portuguesa, comenzó a ganarse los favores de Luis XIV. Según Saint-Simon este favor se debió a su extraordinaria habilidad en el juego de cartas (rasgo señalado también por Madame de Sevigné). Fontenelle añade también su proximidad a las reinas (esposa y madre del rey), ambas españolas, tras su paso por los ejércitos españoles en el conflicto portugués. Fue también quien enseñó a escribir poesía al joven Luis XIV, aunque finalmente el joven monarca abandonaría el verso y se dedicaría al prosa. La plenitud de su favor sucedió el 23 de septiembre de 1670 cuando, por decreto, Luis XIV le concedió la entrada (entrées) a sus apartamentos privados a cualquier hora. 

### Matrimonios e hijos
El 11 de mayo de 1670 contrajo primeras nupcias con Anne-Françoise Morin. El matrimonio tuvo una hija, Jeanne, que casaría con Honoré-Charles d'Albert de Luynes, duque de Montfort.
El 31 de marzo de 1686 en la capilla del palacio de Versalles, contrajo un segundo matrimonio con Sophia Wilhelmina von Löwenstein-Werheim-Rochefort (1664-1736). De este matrimonio tuvo un hijo, Philippe-Egon que participaría en la batalla de Malplaquet, en la guerra de sucesión española. Philippe-Egon tendría descendencia de su matrimonio con Françoise de Pompadour.

## Vida pública
Posteriormente, en 1667, desempeñó algunas misiones diplomáticas en Alemania e Italia por encargo de Luis XIV. La primera de ellas ocurrió en 1672-73, cuando fue embajador del rey francés ante Carlos I Luis del Palatinado, con objeto de intentar que este príncipe no se uniera a la Cuádruple Alianza contra Francia en la guerra franco-neerlandesa. En esta embajada fue acompañado por su hermano, Louis de Courcillon, célebre gramático, como secretario. La embajada se saldó sin haber conseguido su misión principal. Dentro de su viaje de regreso a Francia pasó por Coblenza para visitar al arzobispo y elector de Tréveris, Karl Kaspar von der Leyen. Su segunda misión se produciría en 1673 en Módena, con objeto de concertar las bodas entre Jacobo II de Inglaterra y la princesa María de Módena.
También frecuentó el ambiente literario del momento, llegando a ser elegido miembro de la Academia Francesa en julio de 1667 (sillón 32) como sucesor de Georges Scudéry.
El rey lo nombró en 1691 gran maestre de las órdenes reunidas de San Lázaro y el Monte Carmelo, resultado de las órdenes homónimas en 1668. Esta orden era considerada como una de las menos prestigiosas del Antiguo Régimen: la orden del Espíritu Santo, la de San Miguel y la de San Luis. En 1687, compró el cargo de gobernador de la Turena.
El 10 de abril de 1704 fue elegido miembro honorario de la Academia de Ciencias francesa, de la que llegaría a ser presidente en 1706. Luis XIX lo nombró protector de la Academia real de Arlés en 1687, tras la muerte de François de Beauvilliers, I duque de Saint-Aignan.
Murió en París en 1720.

## Su diario
Desde 1684 hasta su muerte en 1720 escribió su Diario (en francés, journal), que sería conocido como Journal de Dangeau  y que constituye una de las memorias más interesantes para conocer el reinado de Luis XIV de Francia. En especial por su recurrencia, prácticamente diaria, y objetividad.
Este último elemento fue especialmente señalado por Saint-Simon, célebre memorialista que comenzó sus propias memorias como añadidos por los de Dangeau. Saint-Simon reprocha a Dangeau su sequedad en la redacción diciendo que es mayor que la de la Gazette de France.
Las memorias fueron publicadas de forma completa de 1854 a 1860 en diecinueve volúmenes. Con anterioridad habían sido publicados extractos de las mismas:
- en 1770, por Voltaire.
- en 1817, por Madame de Genlis.
- y en 1818, por Pierre-Édouard Lemontey.

## Títulos, órdenes y empleos

### Título
- II Marqués de Dangeau.

### Órdenes
- Caballero de la orden del Espíritu Santo.
- Caballero de la orden de San Miguel.

- Gran maestre de las órdenes reunidas de San Lázaro y el Monte Carmelo.

### Empleos
- 1668: Gobernador de la Turena.
- Embajador extraordinario en Tréveris.
- Embajador extraordinario en Maguncia.
- Embajador extraordinario en Módena.
- Menino de Luis, delfín de Francia.

## Obra
- E. Soulié, L. Dussieux, P. de Chennevières, ed. (1854-1860). Journal du marquis de Dangeau, avec les additions du duc de Saint-Simon [Diario del marqués de Dangeau, con las adiciones del duque de Saint-Simon] (en francés). en 19 volúmenes. París: Firmin Didot.